# Oikos
Oikos (altgriechisch οἶκος oíkos; Plural: οἶκοι oíkoi) war im antiken Griechenland die Haus- und Wirtschaftsgemeinschaft, die den Lebensmittelpunkt bildete. Mit dem weiten Begriff konnten sowohl nur das Haus, aber auch der gesamte Besitz oder die Familie bezeichnet werden. Die Begriffe Ökonomie und Ökologie sind davon abgeleitet.

„Erst einmal ein Gehöft (oikos), eine Frau, einen Ochsen zum Pflügen.“

## Beschreibung
Der Oikos umfasste die Familie sowie Bedienstete, Sklaven, das Land, die Gebäude und alles bewegliche Inventar – ähnlich der römischen Villa. Das Familienoberhaupt war der Kyrios, der patriarchalisch über seine Frau und die Kinder, oft auch über die im Oikos lebenden erwachsenen Söhne mit ihren Gattinnen herrschte.
Der Hausherr achtete dabei vor allem darauf, dass Besitz, Reichtum und Ansehen seines Oikos gewahrt blieben und sich vergrößerten, dazu gehörte zum Beispiel auch die Schließung vorteilhafter Verbindungen durch Heirat oder Gastfreundschaft. Die Erbteilung war in der Gesetzgebung der Antike immer ein besonderes Problem: Durch die Erbteilung (gleiche Teile an alle Söhne) wurden die Oikoi (Mehrzahl) so klein, dass sie für das Auskommen der Familie nicht mehr genügend abwarfen. Hesiod plädierte daher für wenige erbberechtigte Kinder, um die Größe des Oikos und damit den Erhalt der Familie zu sichern: „Nur ein Sohn sei da“, um das Haus des Vaters zu erhalten.
Im Zentrum des Oikos stand der Wirtschaftshof, in dem das auf dem Land Erwirtschaftete verarbeitet und für Notzeiten gelagert wurde. Neben dem Anbau von Getreide und Ölbäumen wurde Vieh (Rinder, Schweine, Schafe und Ziegen) gezüchtet. Während Ackerbau und Viehzucht in erster Linie von den Männern (Hausherr, Söhne, Sklaven, Knechte) betrieben wurde, erledigten die Frauen (die Hausfrau, Töchter, Mägde und Sklavinnen) die Hausarbeit: Nahrungsmittel wurden weiterverarbeitet, Stoffe wurden gesponnen und gewoben, Kleidung, Schuhe und andere Sachen des täglichen Bedarfs gefertigt. Die Wirtschaft des Oikos war in erster Linie auf Autarkie ausgerichtet – was allerdings nicht immer möglich war, wenn man zum Beispiel an Metallverarbeitung denkt. Die wirtschaftliche Prosperität des Oikos sicherte auch die soziale Stellung der Familie. Aristoteles grenzte Oikos gegenüber der griechischen Polis – deutlich ab, womit er seinem Lehrer Platon widersprach. Platon sah keinen Unterschied zwischen einem großen Oikos und einer kleinen Polis.
Bautypologisch wird mit Oikos der familiäre oder sakrale Versammlungsbau einer Gemeinschaft bezeichnet.
Bei einer Familien- bzw. Sippengemeinschaft steht der Begriff dabei für den Teil des antiken griechischen Hauses, in dem die Herdstelle zu finden war und welcher meist von den Frauen benutzt wurde. Es handelt sich um den privaten Mittelpunkt des griechischen Hauses, im Gegensatz zum Andron als dem öffentlichen Teil des Hauses, in dem die Gäste empfangen, die Symposien abgehalten wurden.
Im sakralen Bereich wird mit Oikos auch der Versammlungsbau einer Kultgemeinschaft bezeichnet (vgl. Naxier-Oikos auf Delos). In diesem Kultraum fand der gemeinschaftliche Verzehr des Opfermahles statt; die Herdstelle fungierte als Opferaltar. Solche Oikoi wurden in archaischer Zeit oft zu Tempelbauten erweitert, etwa in Yria auf Naxos.

## Feministische Theorie und Geschlechterforschung
Die Funktionsteilung des griechischen Hauses in Oikos und Andron, wie sie bei Xenophon und Aristoteles beschrieben ist, führt bei beiden zu den gleichen Fragen „nach der sozialen Stellung der Frau und des Sklaven“. Ihre Antworten sind gegensätzlich: Während Aristoteles die Frau im Oikos der Herrschaft des Mannes unterstellt, gibt Xenophon die Auffassung der Sokratiker wieder: Er geht von der Gleichheit und Gleichberechtigung von Mann und Frau aus und will der Frau die ganze Verantwortung, Sorge und Autorität im Oikos überlassen.
Aus diesem und aus ähnlichen Berichten leitet sich die feministische Theorie ab, das zwischenmenschliche Leben im Oikos, wie auch die wirtschaftlichen Belange im Leben der Griechen, sei von Frauen bestimmt worden. Ihre Aufgabe habe darin bestanden, sich um das gute Funktionieren und die Pflege des Oikos zu kümmern. Damit hätten die Frauen die Familie vor materiellem Mangel bewahrt. Die Sphäre der Männer sei eher theoretisch gewesen; deren Rolle habe zum Beispiel im Philosophieren und Debattieren auf der Agora bestanden.
Entsprechend wird auch den weiblichen Angehörigen des königlichen Oikos beispielsweise der makedonischen Argeaden eine durchaus einflussreiche Rolle zugesprochen: „Die Handlungsräume der weiblichen Mitglieder der argeadischen Dynastie des antiken Makedonien und der hellenistischen Königshäuser wurden durch die Rolle als Repräsentantinnen ihres oikos, des erweiterten herrschaftlichen Hauses, definiert. In komplementärer Funktion zum Monarchen vertraten sie das dynastische Image in der Öffentlichkeit. Eigene Ländereien, über deren Erträge sie verfügen konnten, und Geschenke von Seiten des Herrschers ermöglichten ihnen, als Stifterinnen, Wohltäterinnen und Förderinnen von Kultur aufzutreten. Doch auch politische und militärische Interventionen waren besonders in Zeiten der Krise der Herrschaft Bestandteil ihrer Handlungsräume.“